# Natnael Berhane
Natnael Berhane (nascido em 5 de janeiro de 1991, em Asmara) é um ciclista profissional eritreu que compete nos Circuitos Continentais da UCI para a equipe MTN Qhubeka desde 2015.